# Guy Verrecchia
Pour les personnes ayant le même patronyme, voir Verrecchia.
Guy Verrecchia est né à La Courneuve (Seine-Saint-Denis), le 27 avril 1941.

## Biographie
Guy Verrecchia était le président de l’Union générale cinématographique (UGC). Il est coprésident de l’Association des producteurs indépendants (API).
Il préside également le Bureau de liaison des industries cinématographiques (BLIC). Il est en outre administrateur de la société de production Les Films du 24.
En 2007, il multiplie les contentieux contre les cinémas municipaux, considérant qu'il s'agit de concurrence déloyale. Marin Karmitz, dirigeant de MK2, se joint à certains de ses recours,,. En 2010, ils perdent leur recours contre le cinéma Le Méliès.
Verrechia entretient une grande proximité avec Nicolas Sarkozy : il fait partie du club Neuilly Communication créé par Sarkozy en 1985 et il est plusieurs fois reçu à l’Élysée lorsque celui-ci devient président de la République, il lui demande notamment une hausse de ses crédits d'impôts lors d'un déjeuner mais Sarkozy refuse, lui disant qu'il lui rend ainsi service,,. Son groupe UGC a d'ailleurs refusé de diffuser le documentaire Personne n'y comprend rien consacré à l'affaire Sarkozy-Kadhafi,.
Selon le magazine Challenges, il se classe à la 223e position dans le classement des 500 plus grandes fortunes de France avec 625 millions d'euros.